# Минестіря (Келераш)
Минестіря (рум. Mânăstirea) — село у повіті Келераш в Румунії. Входить до складу комуни Минестіря.
Село розташоване на відстані 68 км на схід від Бухареста, 34 км на захід від Келераші, 138 км на захід від Констанци.

## Населення
За даними перепису населення 2002 року у селі проживали 3880 осіб. Рідною мовою 3879 осіб (> 99,9%) назвали румунську.
Національний склад населення села:
| Національність | Кількість осіб | Відсоток |
| -------------- | -------------- | -------- |
| румуни         | 3440           | 88,7%    |
| цигани         | 437            | 11,3%    |